# 154141 Kertész
A 154141 Kertész (ideiglenes jelöléssel 2002 EJ160) a Naprendszer kisbolygóövében található aszteroida. Sárneczky Krisztián azonosította a NEAT program 2002. március 12-i felvételein.
Nevét André Kertész (1894 – 1985) magyar származású fotóművész után kapta.